# Montgomery Township (comté de Franklin, Pennsylvanie)
Pour les articles homonymes, voir Montgomery Township.
Montgomery Township est un township situé au sud du comté de Franklin, en Pennsylvanie, aux États-Unis,. En 2010, il comptait une population de 6 116 habitants.

## Démographie
Lors du recensement de 2010, le township comptait une population de 6 116 habitants. Elle est estimée, en 2018, à 6 207 habitants.